# Julius T. Csotonyi
Julius Thomas Csotonyi (* 11. listopadu 1973) je kanadský výtvarník a paleoilustrátor maďarského původu. V současnosti žije ve Winnipegu (Manitoba, Kanada).

## Život a dílo
Narodil se v Maďarsku, ale v roce 1978 se svými rodiči emigroval do Kanady, kde žije dodnes. Studoval ekologii, environmentální biologii a mikrobiologii, proslavil se ale zejména svojí výtvarnou prací. Dlouhodobě vytváří klasickou i digitální technikou rekonstrukce pravěké přírody, zejména dinosaurů, ale i jiných témat a oblastí (včetně astronomických nebo zoologických prací). V průběhu své kariéry již tvořil pro mnoho prestižních periodik i institucí (včetně Science, National Geographic a dalších). Ilustroval také množství knih, popularizujících paleontologii.

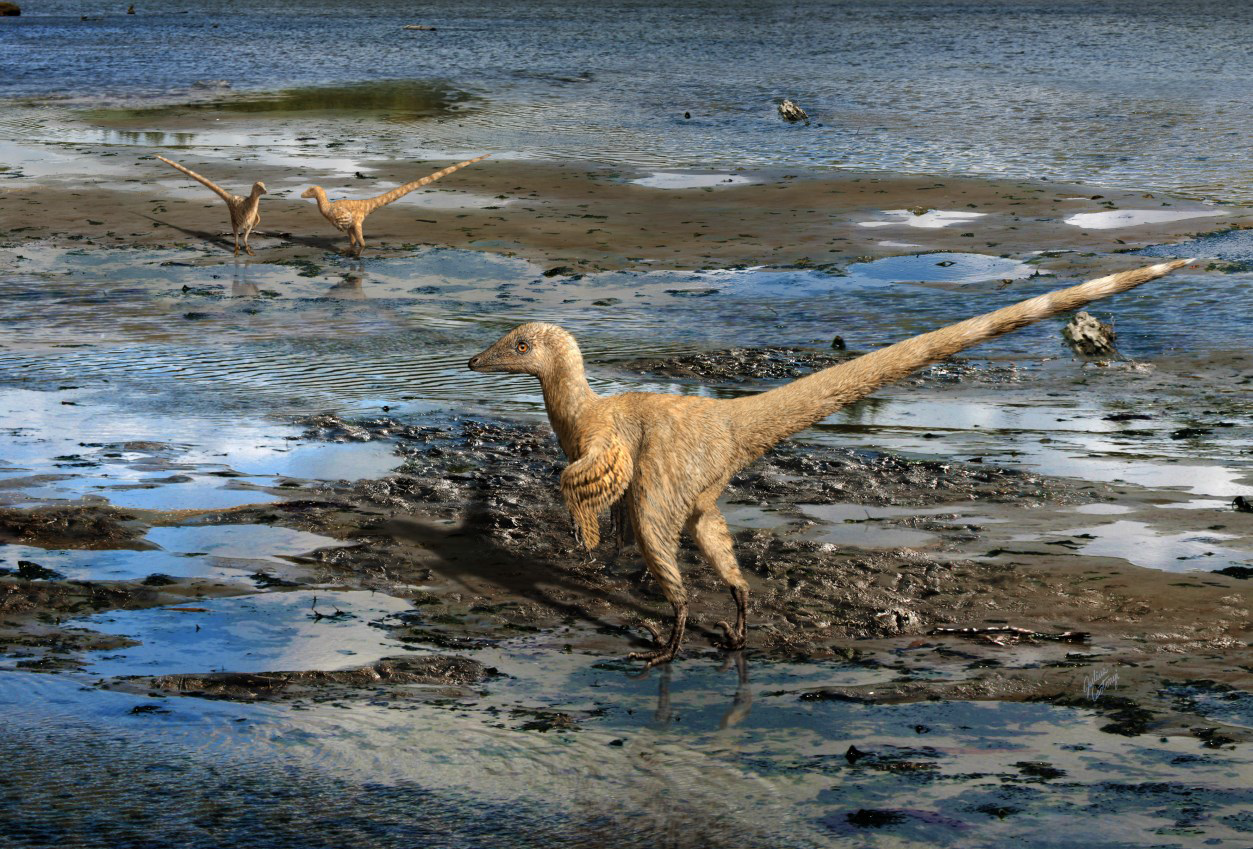
Obraz nejstaršího známého dromeosaurida, 2015.